# جی-شو
جی-شو (به ژاپنی: 時宗 Ji-shu)، یکی از چهار فرقه متعلق به بوم پاک در بوداگرایی ژاپنی است. سه مورد دیگر فرقه جودو ("the Pure Land")، شین بودیسم ("the True Pure Land") و یوزو نمبوتسو Yūzū Nembutsu هستند.